# Boef
Boef, pseudonimo di Sofiane Youssef Samir Boussaadia (Aubervilliers, 28 febbraio 1993), è un rapper francese naturalizzato olandese di origini algerine.

## Biografia
Nel 2016 ha pubblicato il primo EP Gewoon Boef certificato in patria platino e quarto in classifica. Nello stesso anno pubblica il singolo Habiba, certificato con il quadruplo platino e primo in classifica. L'anno seguente è il turno del suo primo album in studio Slaaptekort che raggiunge la prima posizione in classifica nei Paesi Bassi e viene certificato Platino. Nel 2018 esce il secondo EP, anch'egli piazzatosi in vetta nella classifica olandese. Nello stesso anno il singolo Antwoord arriva primo in classifica. Nel 2019 pubblica Allang al niet meer e Guap (con Dopebwoy), entrambi raggiungono il primo posto nella classifica dei Paesi Bassi. Nello stesso anno intraprende una tournée a livello nazionale. Il 10 luglio 2020 pubblica il suo secondo album in studio Allemaal Een Droom per l'etichetta Sony Music.

## Discografia

### Album in studio
- 2017 – Slaaptekort
- 2018 – 93
- 2020 – Allemaal Een Droom
- 2023 – Luxeprobleem

### EP
- 2016 – Gewoon Boef